# Travis Kalanick
Travis Kalanick (nacido el 6 de agosto de 1976) es un programador y empresario estadounidense. Es cofundador de la compañía de intercambio de archivos peer-to-peer Swoosh. En 2009 cofundó la compañía de transporte Uber.
En 2014, entró en la lista Forbes de los 400 estadounidenses más ricos, en la posición 290, con una fortuna valorada en $ 6.000 millones de dólares.

## Biografía
Kalanick ha vivido en Northridge, en California, donde se diplomó en la Granada Hills High School, para luego estudiar en la Universidad de California en Los Ángeles (UCLA), donde se ha especializado en ingeniería en computación. Durante su estancia en la universidad, se unió a la fraternidad Theta Xi. Su madre, Bonnie Horwitz, judía, trabajaba como publicitaria para Los Angeles Daily News, mientras su padre, Donald Y. Kalanick, era ingeniero civil en la ciudad de Los Ángeles. La familia de su padre es de ascendencia checa y austríaca. Tiene dos hermanas y un hermano.

## Carrera

Kalanick durante el DLD 2015 en Múnich

### Scour Inc.
En 1998, junto a otros compañeros de estudios, abandonó la UCLA para fundar junto a Dan Rodrigues Scour Inc., un motor de investigación multimedia, y Scour Exchange, un servicio de intercambio de archivos peer-to-peer. En 2000, la MPAA, la RIAA y la NMPA iniciaron una causa legal contra Scour Inc., acusando a la sociedad de violación del copyright. En septiembre del mismo año, Scour Inc. se declaró en quiebra para protegerse de la acusación.

### Red Swoosh
En 2001, con el equipo de ingenieros de Scour Inc., fundó una nueva compañía de intercambio de archivos que llamó Red Swoosh. El software de Red Swoosh promovía la transferencia e intercambio de grandes ficheros, entre ellos vídeos musicales y películas. En 2007, Akamai Technologies adquirió la compañía por 19 millones de dólares.

### Uber
En 2008, junto a Garrett Camp, dio origen a Uber, un nuevo concepto de aplicación móvil. Uber es una app que conecta a pasajeros y conductores de vehículos para abastecer servicios de transporte automovilístico privado, una web para compartir coche. Uber opera en 66 naciones y más de 507 ciudades en todo en mundo. Uber ha sido al centro de numerosas controversias en América del Norte (en particular, Washington, Chicago, Toronto y Nueva York), ya sea en Europa (ha recibido múltiples protestas del sector del taxi por competencia desleal en París, Lisboa, Basilea, Madrid, Barcelona, Ginebra, Zúrich, Milán, Roma, Florencia y Nápoles). La compañía compite además contra servicios parecidos y "compañías clon" en ciudad como Londres o países como China.

### Otros proyectos
Kalanick participa en multitud de ciclos y conferencias, así como colabora con grandes medios de comunicación digital, como TechCrunch Disrupt, Tech Cocktail, DLD y LeWeb.